# Love Me like There's No Tomorrow
Love Me like There's No Tomorrow è un singolo del 1985 di Freddie Mercury, quarto ed ultimo singolo dell'album Mr. Bad Guy.
La prima versione della canzone venne registrata il 29 maggio 1984. Si classificò al 73º posto nella classifica britannica; il Regno Unito fu l'unico stato in cui venne pubblicata la canzone.

## Tracce
1. Love Me like There's No Tomorrow (Mercury) - 3:34[1]
2. Let's Turn It On (Mercury) - 3:39[1]